# 万茂路

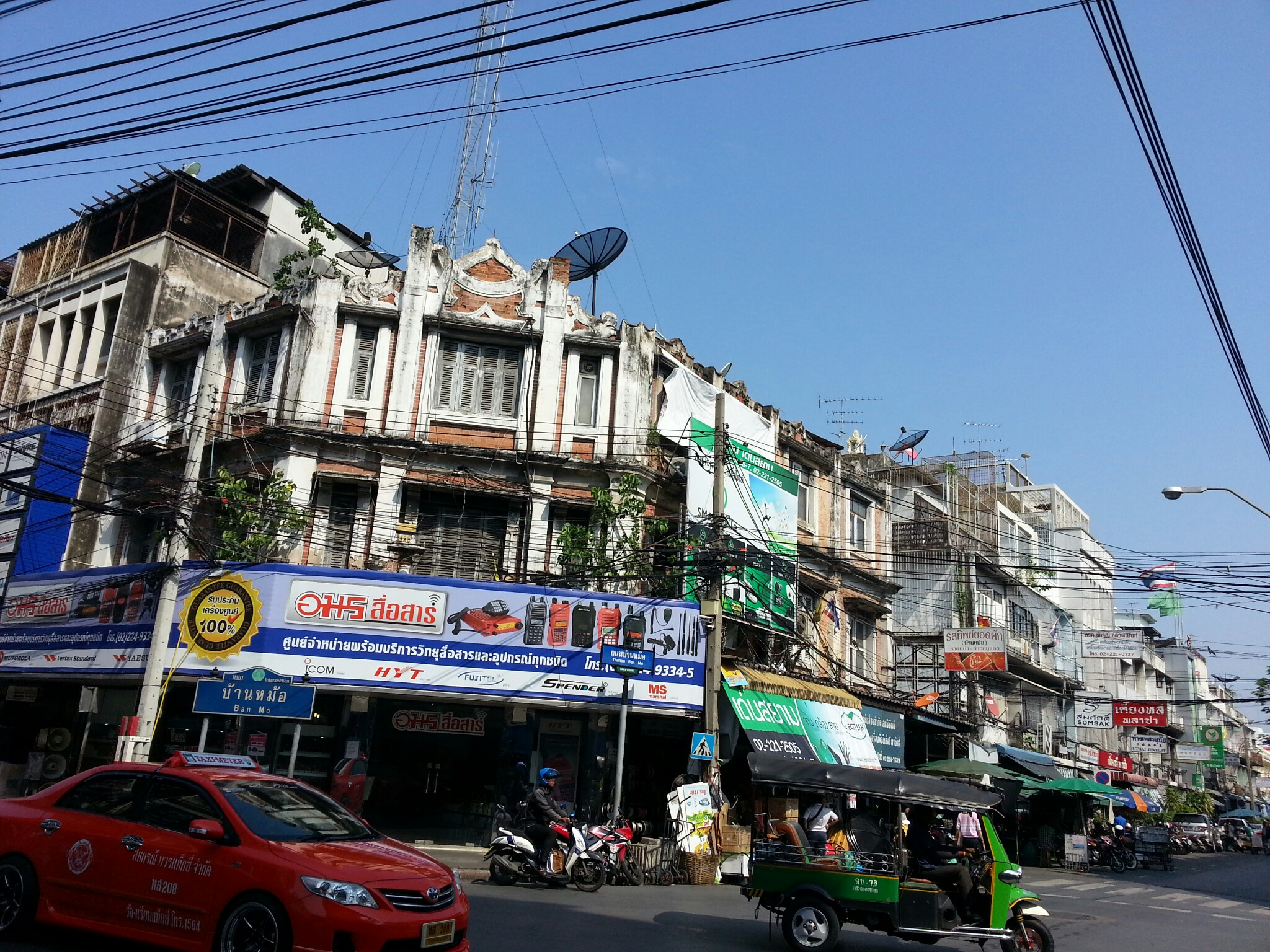
万茂路

万茂路是曼谷拍那空县三王府区的道路，周边街区称万茂，全长600米，自石龙军路的四角皮也士路口起，终于基辟路的河口市场处，并和拍乎叻路在万茂路口相交，为单行道交通管制。
万茂是位于拉达那哥欣岛内护城河外侧的街区。在吞武里王国时期由孟人和安南人定居，主营陶业，后亦经营黄金和钻石珠宝业。万茂是本地华文称呼，泰语原意为“陶村”。万茂如今是曼谷旧城的商业区之一，主要售卖电子产品和音响。万茂市场大门仍有一个陶器塑像。
泰国汇商银行最早的总部于1904年开设在万茂路，不过随后很快便迁移到曼谷唐人街的哒叻仔。此处亦有一座华人庙宇萬茂老本頭公古廟，供奉本头公，建于1816年。

## 图册

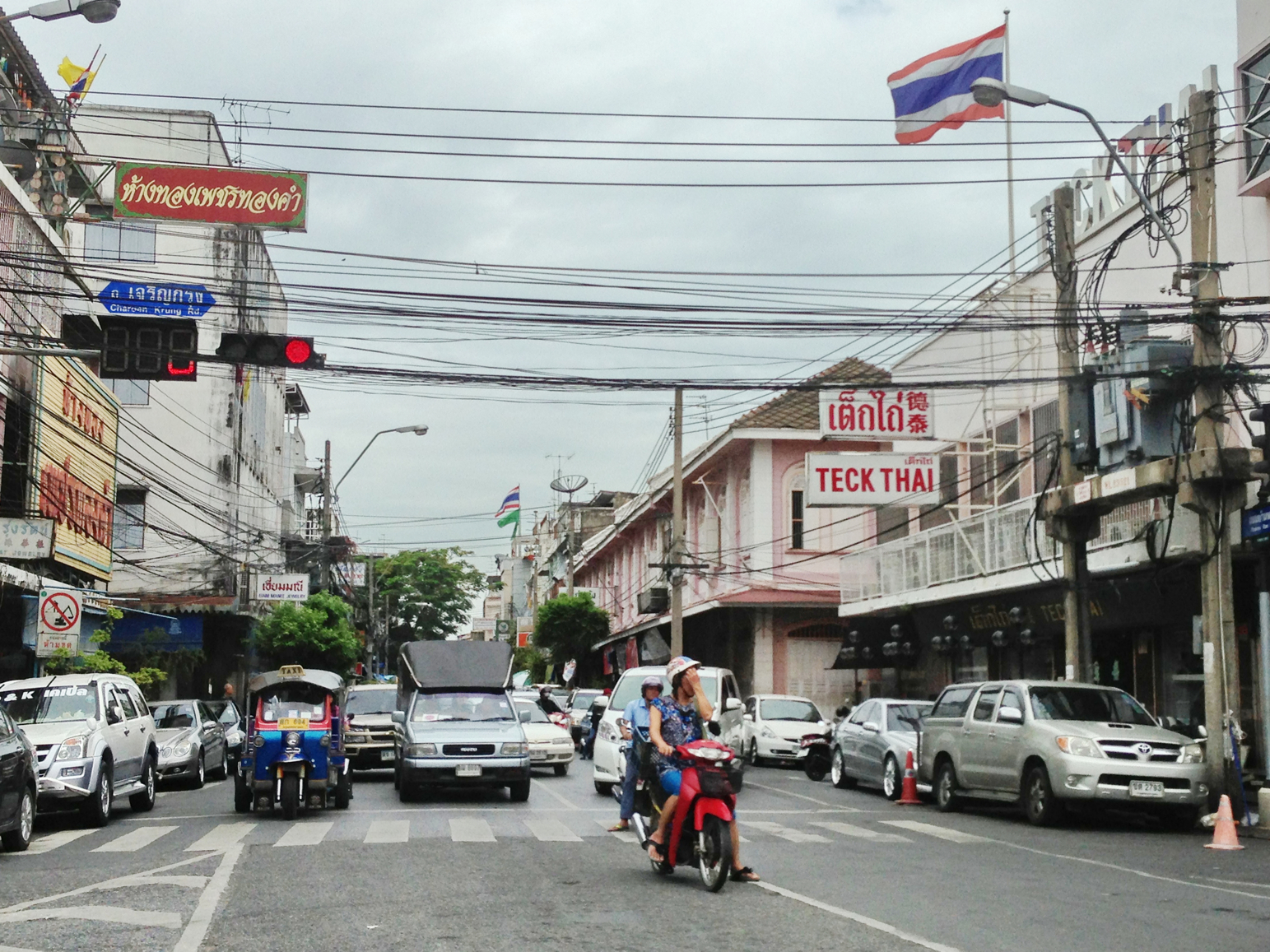
万茂路与石龙军路交口
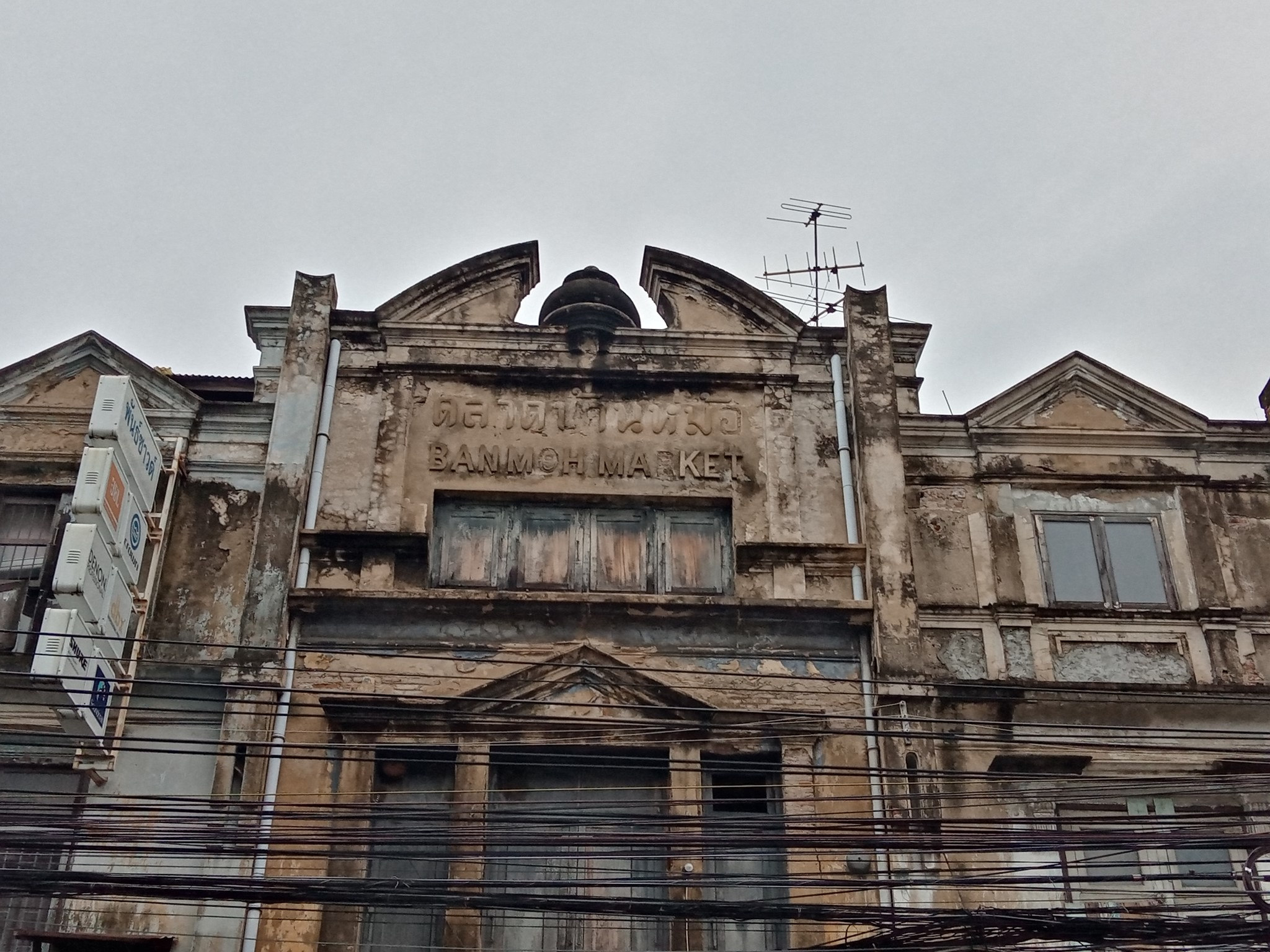
万茂市场大门的陶器塑像
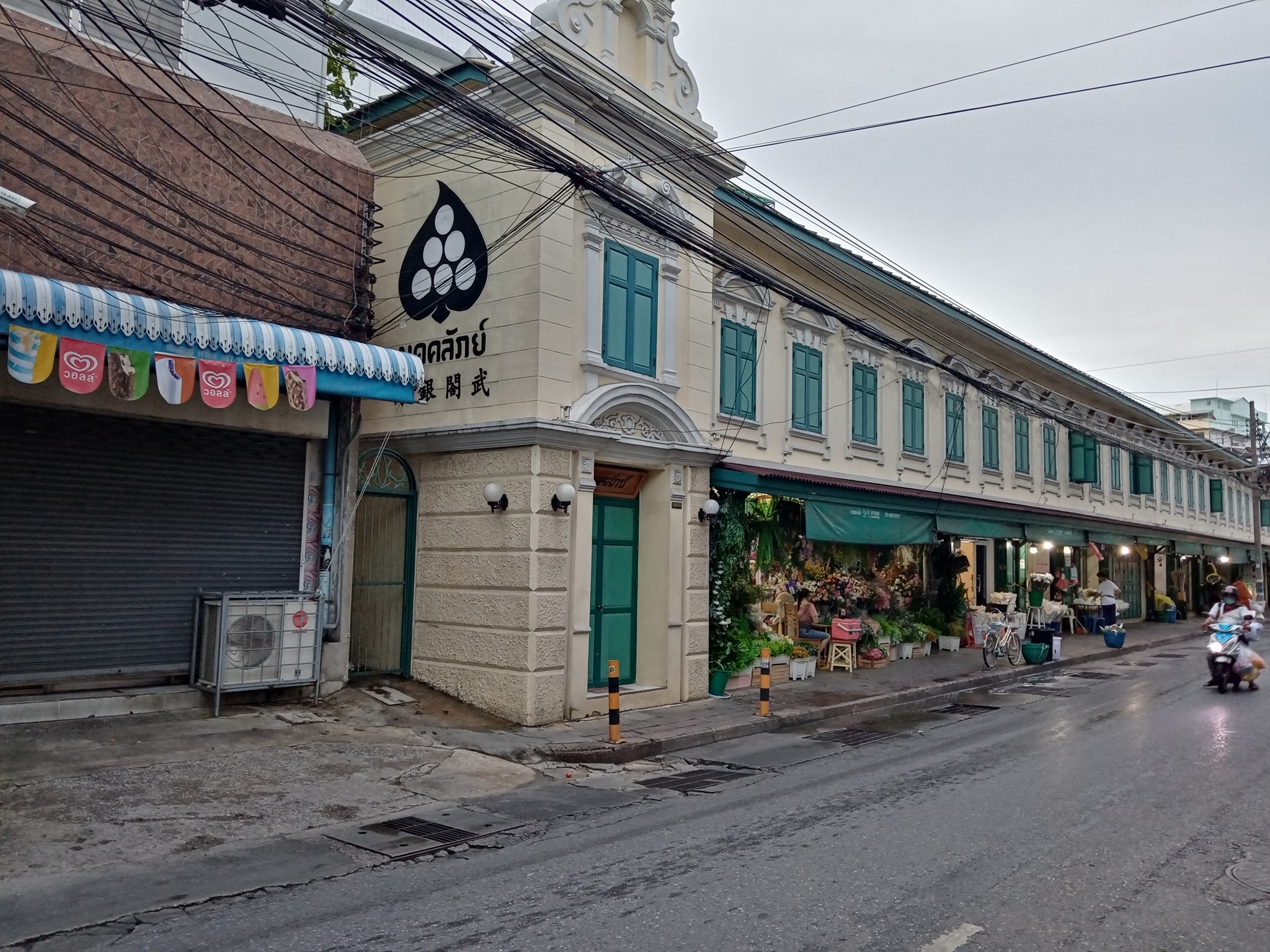
泰国汇商银行最早的总部设在万茂路，称书务局（Book Club，武閣銀行）
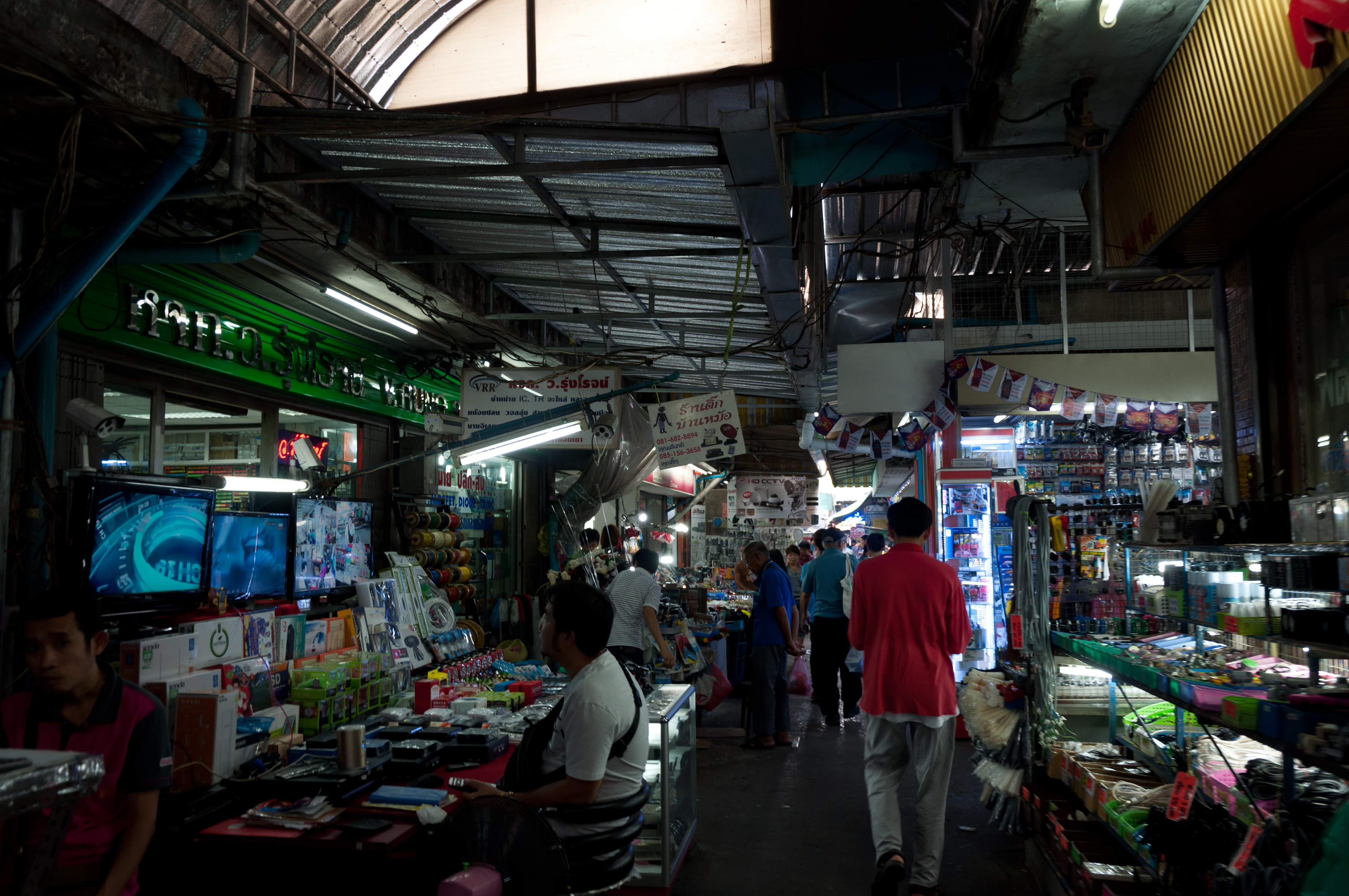
万茂市场售卖电子产品的摊位